# Goosebumps: Îți facem părul măciucă
Goosebumps: Îți facem părul măciucă (titlu original: Goosebumps) este un film american de animație pe calculator și acțiune live  din 2015 regizat de Rob Letterman. Rolurile principale au fost interpretate de actorii Jack Black, Dylan Minnette, Odeya Rush, Amy Ryan, Halston Sage, Ryan Lee și Jillian Bell. Scenariul este bazat pe seria de cărți pentru copii Goosebumps scrisă de R.L. Stine, pe baza căreia s-a realizat și un serial TV în anii 1995–1998. Scenariștii filmului sunt Scott Alexander, Larry Karaszewski și Darren Lemke. Filmul a avut premiera pe 16 octombrie 2015.
În România, premiera a avut loc la 4 decembrie 2015.

## Prezentare
După ce se mută într-un orășel, un adolescent pe nume Zach Cooper (Dylan Minnette) o întâlnește pe Hannah (Odeya Rush), noua sa vecină. Tatăl Hannei, R.L. Stine (Jack Black) însăși, scrie povestirile Goosebumps și ține toate fantomele și restul monștrilor închiși între paginile manuscriselor sale.  Fără să vrea, Zach și prietena sa dau drumul monștrilor din manuscrise. Acum Zach, Hannah și Stine formează o echipă pentru a prinde monștrii înainte ca aceștia să facă rău oamenilor din orășel.

## Distribuție
- Jack Black ca R.L. Stine,[6]  creatorul francizei Goosebumps.
- Dylan Minnette ca Zach Cooper[7]  noul vecin al lui R.L. Stine.
- Odeya Rush ca Hannah Stine,[8] fiica lui R.L. Stine.
- Amy Ryan ca mama lui Zach[9]
- Ryan Lee[10]
- Jillian Bell[9]
- Avery Jones ca vocea lui Slappy the Dummy, păpușa vie din Night of the Living Dummy, Night of the Living Dummy II, Night of the Living Dummy III, Bride of the Living Dummy, Slappy's Nightmare, Revenge of the Living Dummy, Slappy New Year și Son of Slappy.[11]
- Ken Marino - Coach Carr[12]
- Halston Sage[13]
- Steven Krueger - Davidson[14]
- E. Roger Mitchell[15]
- Timothy Simons[16]
- Amanda Lund[16]
- R.L. Stine[17]